# Atletica leggera ai Giochi della XXV Olimpiade - Salto in lungo femminile

Video della Finale

Il salto in lungo ha fatto parte del programma femminile di atletica leggera ai Giochi della XXV Olimpiade. La competizione si è svolta nei giorni 6 e 7 agosto 1992 allo Stadio del Montjuic di Barcellona.

## Presenze ed assenze delle campionesse in carica
| Competizione         | Atleta                | Prestazione | Barcellona 1992 |
| -------------------- | --------------------- | ----------- | --------------- |
| Olimpiadi 1988       | Jackie Joyner         | 7,40 m      | Presente        |
| Commonwealth 1990    | Jane Flemming         | 6,78 m      | Solo Eptathlon  |
| Goodwill Games 1990  | Inesa Kravec'         | 6,93 m      | Presente        |
| Europei 1990         | Heike Drechsler       | 7,30 m      | Presente        |
| Asiatici 1990        | Xiong Qiying          | 6,69 m      | Non selez.      |
| Panamericani 1991    | Diane Guthrie-Gresham | 6,64 m      | Presente        |
| Africani 1991        | Chioma Ajunwa         | 6,67 m      | Presente        |
| Mondiali 1991        | Jackie Joyner         | 7,32 m      | Presente        |
|                      |                       |             |                 |
| Mondiali junior 1988 | Fiona May             | 6,88 m      | Presente        |

1. ↑  Sotto la bandiera della Squadra Unificata.
2. ↑  Sotto la bandiera della sua nuova patria, l'Italia.

## La gara
Heike Drechsler ottiene il miglior salto di qualificazione: 7,08, unica oltre la fettuccia dei 7 metri.

In finale la Kravets e la Joyner, che nella lista gara saltano dopo la Drechsler, cominciano subito bene: 7,12 la prima e 7,07 la seconda. Ma non si migliorano nel resto della gara. Invece la Drechsler va in progressione e raggiunge alla quarta prova i 7,14 che le valgono il primato. La Kravets risponde con 6,91 mentre la Joyner fa nullo. L'americana tenta il tutto per tutto all'ultimo salto ma atterra solo a 6,90.

## Risultati

### Turno eliminatorio
Qualificazione6,75 m
Cinque atlete raggiungono la misura richiesta. Ad esse vanno aggiunti i 7 migliori salti, fino a 6,55 m.

### Finale
| Pos     | Paese e Atleta            | 1° salto | 2° salto | 3° salto | 4° salto | 5° salto | 6° salto | Miglior Misura | Note |
| ------- | ------------------------- | -------- | -------- | -------- | -------- | -------- | -------- | -------------- | ---- |
| Oro     | Heike Drechsler           | 6,34     | 6,99     | 6,85     | 7,14     | 6,97     | X        | 7,14           |      |
| Argento | Inesa Kravec'             | 7,12     | 6,99     | 6,94     | 6,91     | 6,88     | X        | 7,12           |      |
| Bronzo  | Jackie Joyner-Kersee      | 7,07     | X        | 6,91     | X        | 5,17     | 6,90     | 7,07           |      |
| 4       | Mirela Dulgheru           | 6,51     | 6,54     | 6,71     | 6,52     | 6,31     | 6,36     | 6,71           |      |
| 5       | Irina Mushailova          | 6,51     | 6,56     | 6,68     | 6,67     | X        | 6,43     | 6,68           |      |
| 6       | Sharon Couch-Jewell       | 6,26     | 6,52     | 6,66     | 6,15     | 6,11     | 6,17     | 6,66           |      |
| 7       | Sheila Echols             | 6,51     | 6,62     | 6,14     | X        | X        | 6,44     | 6,62           |      |
| 8       | Susen Tiedke              | 6,48     | X        | 6,60     |          |          |          | 6,60           |      |
| 9       | Flora Hyacinth            | 6,24     | 6,36     | 6,52     |          |          |          | 6,52           |      |
| 10      | Agata Karczmarek          | 6,41     | 6,38     | 6,35     |          |          |          | 6,41           |      |
| 11      | Renata Pytełewska-Nielsen | 5,93     | 6,06     | 5,95     |          |          |          | 6,06           |      |
| Squal.  | Nijolė Medvedeva          |          |          |          |          |          |          | (6,76)         |      |